# معاملة المثليين في جزر سليمان
يواجه الأشخاص من المثليين والمثليات ومزدوجي التوجه الجنسي والمتحولين جنسياً (اختصاراً: LGBT) في جزر سليمان تحديات قانونية لا يواجهها غيرهم من المغايرين جنسيا. تعتبر المثلية الجنسية بين الذكور في جزر سليمان غير قانونية، مع عقوبة بالسجن تصل لمدة 14 سنة، لكن القانون لايتم تطبيقه.

## قانونية النشاط الجنسي المثلي
يعتبر النشاط الجنسي المثلي غير قانوني منذ تجريمه في عقد 1880.
يعاقب على المشاركة في نشاط جنسي شرجي مع شخص آخر بالسجن لمدة تصل إلى 14 سنة بموجب المادة 160، الفصل 26 من قانون العقوبات في جزر سليمان. يمكن أن يعاقب محاولة الجنس الشرجي بالسجن لمدة تصل إلى 7 سنوات. ويمكن معاقبة أعمال «الفاحشة الخطيرة»، حتى في الأماكن الخاصة، بالسجن لمدة 5 سنوات. ومع ذلك، ذكرت وزارة الخارجية الأمريكية أنه لم تكن هناك تقارير في عام 2010، 2011، 2012،
```
أو 2013،
[
6
]
 عن اعتقالات أو ملاحقات قضائية الموجهة ضد الأشخاص المثليين.
```

ويتم تحذير أن يتجنب المواطنين والمسافرين المثليين والمثليات إظهار المودة العلنية بينهم، والتي يمكن تصنيفها حسب قانون العقوبات الجزائي لجزر سليمان كعمل فاحش خطير، وهي جريمة يعاقب عليها بالسجن لمدة 5 سنوات.
اقترحت لجنة إصلاح القوانين تشريع العلاقات الجنسية بين المثليين والمثليات في ديسمبر/كانون الأول 2008، لكن تمت معارضة هذه الخطوة بشدة. أبلغت الحكومة الأمم المتحدة في عام 2011 أنها لا تنوي إلغاء تجريم المثلية الجنسية.

## الاعتراف القانوني بالعلاقات المثلية
لا تعترف جزر سليمان قانونيا بالعلاقات المثلية بأي شكل من الأشكال.
في عام 2017، في خطاب إلى مجموعة كنيسة محلية، أعلن رئيس الوزراء منسى سوغافار معارضته لزواج المثليين.
في حزيران/يونيو 2018، أقر الحاكم العام فرانك كابوي، بأنه بالرغم من أنه اعترف بوجود مجتمع المثليين في جزر سليمان، قائلاً إنه «ليس من الخطأ أن يولد الشخص بميول جنسية مثلية، يقال إن الأمر بيولوجي ويتجاوز سيطرة الفرد على ذلك». إلا أنه ذكر معارضته لزواج المثليين، نافيا أي محاولة لتغيير القوانين، مبررا ذلك من خلال القانون الجنائي الذي يحظر النشاط الجنسي المثلي والكتاب المقدس والأسس الدينية المسيحية.

## الحماية من التمييز
تقوم جزر سليمان حاليا بإصلاح دستورها. في المسودة الأولى لعام 2009 من الدستور الجديد لجمهورية جزر سليمان الديمقراطية الاتحادية، تم إدراج «التوجه الجنسي» بشكل صريح وحديث كأحد الأسباب المحظورة للتمييز. في مسودة 2011 ومشروع 2013، لم يرد ذكر «التوجه الجنسي». في آخر مسودة ثانية لعام 2014 (نُشرت في 6 مايو 2014)، لم يتم وضع «التوجه الجنسي» كسبب محرم للتمييز. واعتبارًا من عام 2019، لا يزال الإصلاح الدستوري قيد التنفيذ.

## ملخص
| قانونية النشاط الجنسي المثلي                                                             | (للذكور، لايتم تطبيقه) / (للإناث)                |
| المساواة في السن القانوني للنشاط الجنسي                                                  | (للذكور) / (للإناث)                              |
| قوانين مكافحة التمييز في التوظيف                                                         | No                                               |
| قوانين مكافحة التمييز في توفير السلع والخدمات                                            | No                                               |
| قوانين مكافحة التمييز في جميع المجالات الأخرى (تتضمن التمييز غير المباشر، خطاب الكراهية) | No                                               |
| قوانين جرائم الكراهية تشمل التوجه الجنسي والهوية الجندرية                                | No                                               |
| زواج المثليين                                                                            | No                                               |
| الاعتراف القانوني بالعلاقات المثلية                                                      | No                                               |
| تبني أحد الشريكين للطفل البيولوجي للشريك الآخر                                           | No                                               |
| التبني المشترك للأزواج المثليين                                                          | No                                               |
| يسمح للمثليين والمثليات ومزدوجي التوجه الجنسي بالخدمة علناً في القوات المسلحة             | دولة بدون جيش                                    |
| الحق بتغيير الجنس القانوني                                                               | No                                               |
| علاج التحويل محظور                                                                       | No                                               |
| الحصول على أطفال أنابيب للمثليات                                                         | No                                               |
| الأمومة التلقائية للطفل بعد الولادة                                                      | No                                               |
| تأجير الأرحام التجاري للأزواج المثليين من الذكور                                         | (محظور لجميع الأزواج بغض النظر عن التوجه الجنسي) |
| السماح للرجال الذين مارسوا الجنس الشرجي بالتبرع بالدم                                    | No                                               |